# Ophraea rugosa
Ophraea rugosa är en skalbaggsart som beskrevs av Martin Jacoby 1886. Ophraea rugosa ingår i släktet Ophraea och familjen bladbaggar. Inga underarter finns listade i Catalogue of Life.